# Glasflügler

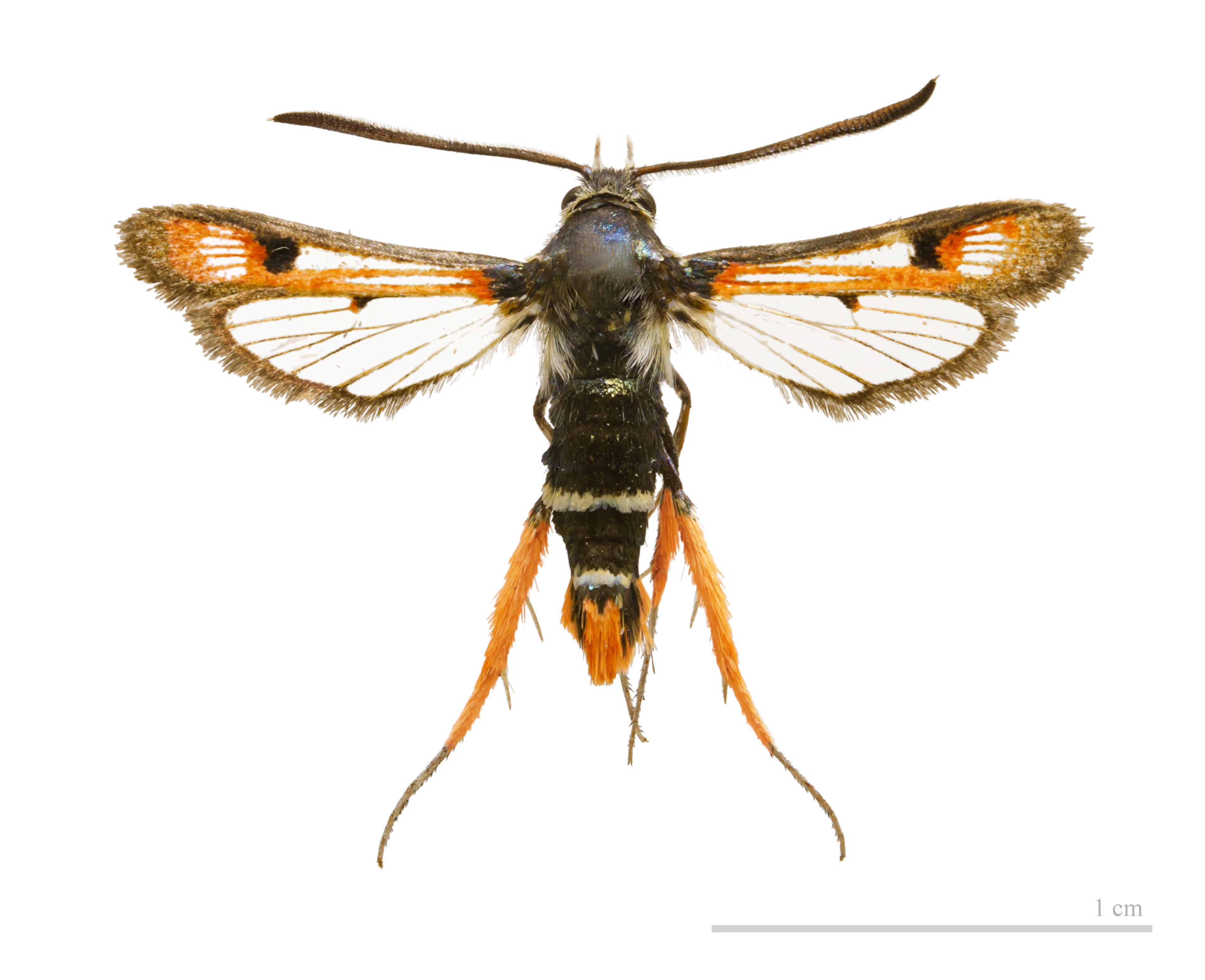
Pyropteron chrysidiforme

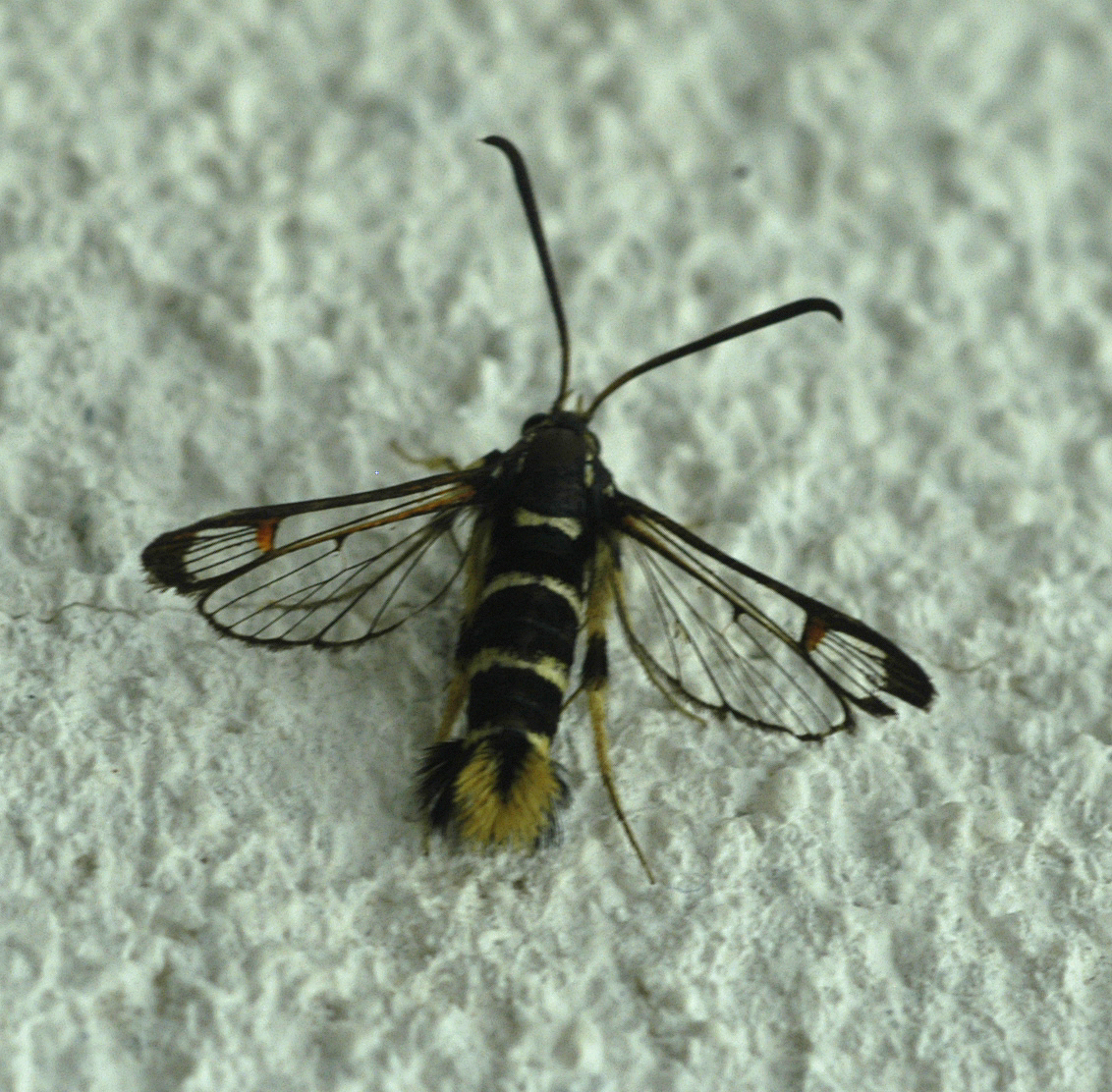
Wespen-Glasflügler (Synanthedon vespiformis)

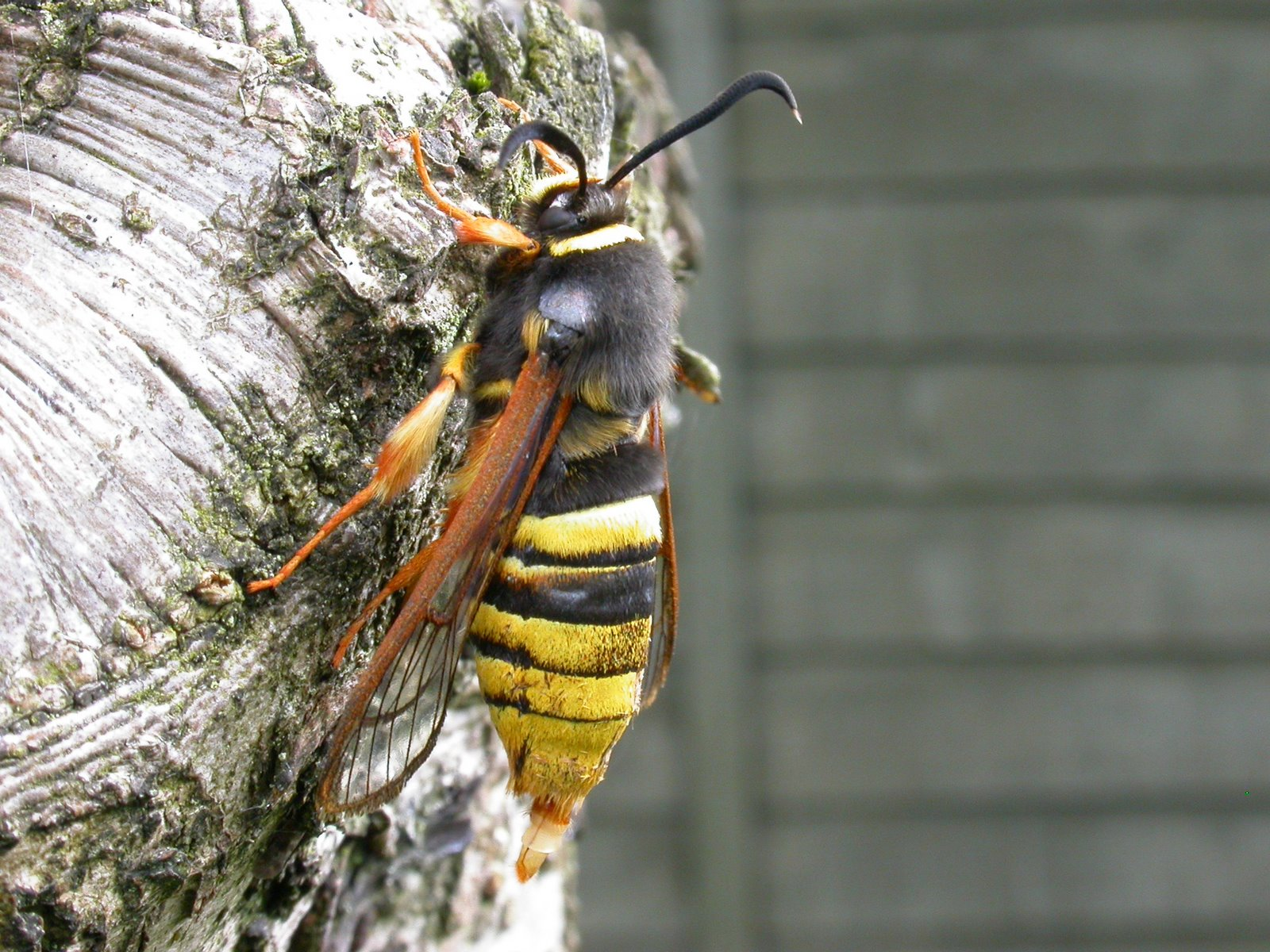
Großer Weiden-Glasflügler (Sesia bembeciformis)

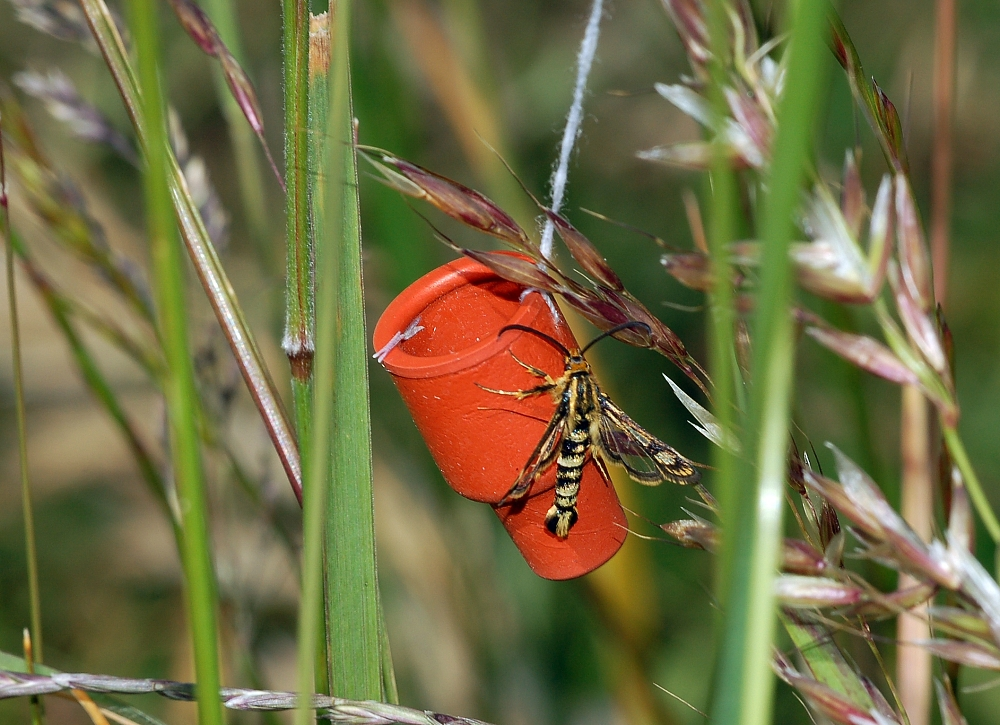
Zypressenwolfsmilch-Glasflügler an Pheromonfalle

Die Glasflügler (Sesiidae) sind eine Familie der Schmetterlinge (Lepidoptera). Gemeinsam mit den zwei kleinen Familien der Castniidae und Brachodidae bilden sie die Überfamilie der Sesioidea.

## Merkmale
Die auffälligsten Merkmale der ganz überwiegend tagaktiven Falter sind ihre größtenteils durchsichtigen Flügel, an denen in der Regel nur die Flügeladern und -ränder beschuppt sind, und ihr äußeres Erscheinungsbild, das Hautflüglern stark ähnelt. Dies kommt daher, dass sie neben den durchsichtigen Flügeln eine wespen- oder bienenähnliche, meist gelbe Streifenfärbung haben. Diese Mimikry schützt sie vor Fressfeinden, die von den vermeintlich gefährlichen Tieren Abstand halten.
Die Raupen der Glasflügler sind hell gefärbt und haben meist einen dunklen Kopf und erinnern in ihrer Erscheinung an Käferlarven. Sie leben und bohren in den Ästen, Stängeln oder Wurzeln von Pflanzen. Sie durchlaufen oft ein langes, mehrjähriges Larvalstadium, wobei einige Arten Schäden in der Land- und Forstwirtschaft anrichten können.

## Verbreitung
Die Glasflügler sind auf allen Kontinenten mit Ausnahme der Antarktis beheimatet, der Verbreitungsschwerpunkt liegt jedoch in den Tropen. Von ihnen sind bis jetzt 1.432 Arten bekannt, wobei in der Paläarktis 366 Arten vorkommen (Nearktis: 128 Arten, Neotropis: 270 Arten, Ethiopis: 257 Arten, Orientalis: 431 Arten, Australis: 15 Arten [und 2 eingebürgerte]).
In Europa gibt es 110 Arten, etliche davon in mehreren Unterarten.

## Taxonomie
Im deutschsprachigen Raum (A, CH, D) kommen 49 Arten der Familie vor.

### UnterfamilieTinthiinae

#### Tribus Pennisetiini
- Himbeer-Glasflügler (Pennisetia hylaeiformis) (Laspeyres, 1801)

### UnterfamilieSesiinae

#### Tribus Sesiini
- Hornissen-Glasflügler (Sesia apiformis) (Clerck, 1759)
- Großer Weiden-Glasflügler (Sesia bembeciformis) (Hübner, 1806)
- Espen-Glasflügler (Sesia melanocephala) Dalman, 1816

#### Tribus Paranthrenini
- Kleiner Pappel-Glasflügler (Paranthrene tabaniformis) (Rottemburg, 1775)
- Eichenzweig-Glasflügler (Paranthrene insolita) Le Cerf, 1914

#### Tribus Synanthedonini
- Hornklee-Glasflügler (Bembecia ichneumoniformis) (Denis & Schiffermüller, 1775)
- Hauhechel-Glasflügler (Bembecia albanensis) (Rebel, 1918)
- Bembecia megillaeformis (Hübner, 1813)
- Bembecia scopigera (Scopoli, 1763)
- Bembecia uroceriformis (Treitschke, 1834)
- Dost-Glasflügler (Chamaesphecia aerifrons) (Zeller, 1847)
- Chamaesphecia amygdaloidis Schleppnik, 1933
- Chamaesphecia annellata (Zeller, 1847)
- Chamaesphecia astatiformis (Herrich-Schäffer, 1846)
- Chamaesphecia bibioniformis (Esper, 1800)
- Chamaesphecia chalciformis (Esper, 1804)
- Chamaesphecia colpiformis (Staudinger, 1856)
- Chamaesphecia crassicornis Bartel, 1912
- Ziest-Glasflügler (Chamaesphecia dumonti) (Le Cerf, 1922)
- Zypressenwolfsmilch-Glasflügler (Chamaesphecia empiformis) (Esper, 1783)
- Chamaesphecia euceraeformis (Ochsenheimer, 1816)
- Chamaesphecia hungarica (Tomala, 1901)
- Spätsommer-Wolfsmilch-Glasflügler (Chamaesphecia leucopsiformis) (Esper, 1800)
- Chamaesphecia masariformis (Ochsenheimer, 1808)
- Johanniskraut-Glasflügler (Chamaesphecia nigrifrons) (Le Cerf, 1911)
- Chamaesphecia palustris Kautz, 1927
- Eselswolfsmilch-Glasflügler (Chamaesphecia tenthrediniformis) (Denis & Schiffermüller, 1775)
- Roter Ampfer-Glasflügler (Pyropteron chrysidiformis) (Esper, 1782)
- Sonnenröschen-Glasflügler (Synansphecia affinis) (Staudinger, 1856)
- Synansphecia muscaeformis (Esper, 1783)
- Synansphecia triannuliformis (Freyer, 1845)
- Schneeball-Glasflügler (Synanthedon andrenaeformis) (Laspeyres, 1801)
- Tannen-Glasflügler (Synanthedon cephiformis) (Ochsenheimer, 1808)
- Alteichen-Glasflügler (Synanthedon conopiformis) (Esper, 1782)
- Kleiner Birken-Glasflügler (Synanthedon culiciformis) (Linnaeus, 1758)
- Weidengallen-Glasflügler (Synanthedon flaviventris) (Staudinger, 1883)
- Kleiner Weiden-Glasflügler (Synanthedon formicaeformis) (Esper, 1783)
- Mistel-Glasflügler (Synanthedon loranthi) (Králicek, 1966)
- Synanthedon melliniformis (Laspeyres, 1801)
- Apfelbaum-Glasflügler (Synanthedon myopaeformis) (Borkhausen, 1789)
- Synanthedon polaris (Staudinger, 1877)
- Großer Birken-Glasflügler (Synanthedon scoliaeformis) (Borkhausen, 1789)
- Heckenkirschen-Glasflügler (Synanthedon soffneri) (Spatenka, 1983)
- Erlen-Glasflügler (Synanthedon spheciformis) (Denis & Schiffermüller, 1775)
- Spulers Glasflügler (Synanthedon spuleri) (Fuchs, 1908)
- Faulbaum-Glasflügler (Synanthedon stomoxiformis) (Hübner, 1790)
- Wespen-Glasflügler (Synanthedon vespiformis) (Linnaeus, 1761)
- Johannisbeer-Glasflügler (Synanthedon tipuliformis) (Clerck, 1759)